# Формула Готта

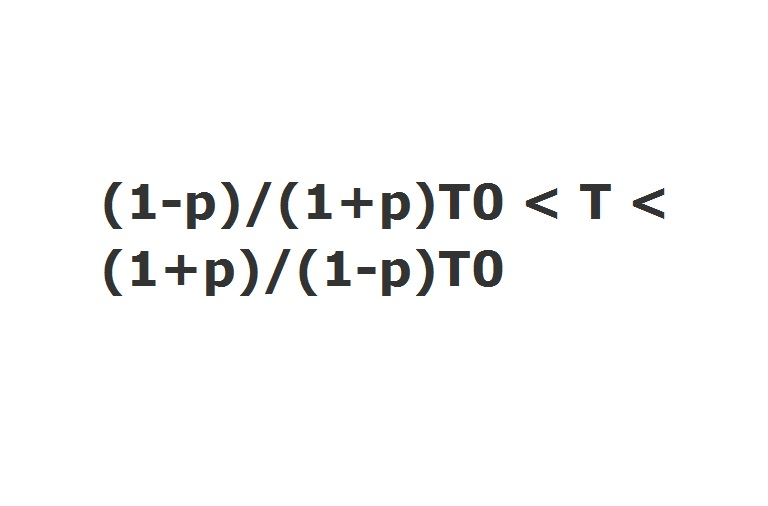

Формула Готта - вперше вона була опублікована в "Nature" в 1993 р. Суть  її міркувань полягає в тому, що якщо ми спостерігаємо якусь тривалу подію у випадковий момент часу, то, швидше за все, ми потрапимо в середину періоду її існування, і навряд чи потрапимо в області дуже близькі до початку або до кінця.

## Історія
Будучи студентом, Річард Готт приїхав до Берліна і дізнався, що Берлінська стіна існує вже 7 років. Він зробив висновок, що його приїзд до Берліна і вік стіни є взаємовипадковими подіями, і, скориставшись принципом Коперника, припустив, що швидше за все він знаходиться приблизно в середині часу існування Берлінської стіни. Звідси він зробив оцінку, що з імовірністю в 50 відсотків стіна рухне в період від 2,5 до 21 року від того моменту. Приблизно через двадцять років стіна впала, і Готта здивувала точність його прогнозу. Тоді він і зважився досліджувати тему докладніше.

### Формула
Математичне вираження формули Готта:
(1-p)/(1 + p)T0<T<(1 + p)/(1-p)T0
де T0 - вік системи в момент спостереження, а р - заданий рівень достовірності, T - час існування системи після T0.
Наприклад, якщо p = 0,5, то з ймовірність в 50% система припинить існувати в період від 1/3 до 3 її нинішніх віків із справжнього моменту. При p = 0,95 система проіснує з імовірністю 95% від 0,0256 до 39 сьогоднішнього віку.
Формула Готта знаходить вираження у людській інтуїції, коли, наприклад, ми вважаємо, що якщо якийсь будинок простояв рік, то  навряд чи він рухне в найближчі декілька секунд. Цей приклад показує, що ми можемо робити ймовірнісні висловлювання про унікальні події, не знаючи нічого про реальний розподіл ймовірностей. Більшість спроб спростування формули Готта засноване на тому, що наводиться контрприклад, в якому вона нібито не працює - проте в цих випадках порушується принцип того, що предмет спостерігається у випадковий момент часу.
Наприклад, якщо взяти немовлят або дуже старих собак (як робив Кейв), то формула Готта НЕ буде передбачати очікувану тривалість їхнього життя, проте молоді люди або старі собаки не є люди або собаки, взяті у випадковий момент часу. Формула Готта була перевірена експериментально, і давала правильні результати для часу радіоактивного розпаду атома невідомого типу, а також для часу існування бродвейських шоу.
Відносно майбутнього людської цивілізації формула Готта застосовується не до часу, а до рангу народження, оскільки населення змінювалося нерівномірно, і більш імовірно опинитися в період з високою щільністю населення. (Проте якщо застосувати її до часу існування виду, то нічого неймовірного не вийде: з імовірністю в 50% людство проіснує від 70 тисяч до 600 тисяч років.) Передбачається, що ми, народившись, справили акт спостереження нашої цивілізації у випадковий момент часу. При цьому ми дізналися, що всього за історію людства було тільки приблизно 100 мільярдів людей. Це означає, що ми, швидше за все, потрапили в середину відрізку, і значить, що  навряд чи (з менш 0,1% ймовірності) сумарне число людей буде 100 трильйонів. А це означає, що шанс того, що людство пошириться по всій галактиці протягом багатьох тисячоліть, також малий.
Однак із цього також випливає, що навряд чи що ми живемо в останньому мільярді народжених людей, а значить, у нас є, швидше за все, ще кілька сотень років до кінця світу, враховуючи очікуване населення Землі в 10 млрд. Чоловік. Для XXI століття ймовірність загибелі цивілізації, виходячи з формули Готта, застосовуваної у рангу народження, становить 15-30%, залежно від числа людей, які будуть в цей час жити. Як не дивно, ця оцінка збігається з попередньою, на основі парадоксу Фермі.